# アジア太平洋機械翻訳協会
アジア太平洋機械翻訳協会（あじあたいへいようきかいほんやくきょうかい 英: Asia-Pacific Association for Machine Translation、略称：AAMT（エーエーエムティ））は、機械翻訳の普及・改良を目的として、機械翻訳に関する情報発信やステークホルダー間の情報交換を行う一般社団法人である。1991年設立時は日本機械翻訳協会（任意団体）、名称変更を経て2020年より一般社団法人。

## 国際機械翻訳協会
アジア太平洋機械翻訳協会(AAMT)は、国際機械翻訳協会（英: International Association for Machine Translation = IAMT）の下部組織としてアジア太平洋を担当している。国際機械翻訳協会は、アジア太平洋を担当するAAMTと、欧州担当のヨーロッパ機械翻訳協会（英: European Association for Machine Translation = EAMT）、南北アメリカ担当のアメリカ機械翻訳協会（Association for Machine Translation in the Americas = AMTA）から構成されている。

### 機械翻訳サミット
IAMTの会長は2年交代で下部組織の会長が務め、当該の担当地域で「機械翻訳サミット」を隔年で主催することになっている。機械翻訳に関する開催の国際会議であり、研究者、利用者、政府関係者という異なる立場の参加者が一堂に会して議論するという、ユニークな特徴を有している。

## 沿革
1991年4月にIAMTの設立と同時に、長尾真京都大学教授（当時）がAAMTの前身「日本機械翻訳協会」を創立し、1992年6月に「アジア太平洋機械翻訳協会」として名称変更した。
2020年8月24日に任意団体を解散し、2020年4月1日に設立した同名称の一般社団法人に移行した。

## 組織

### 理事会
理事会は20名の理事で構成される。理事の一人が会長に選任され、直近の2024年度より安達 久博が就任（株式会社サン・フレア）。副会長は2名を置く。

### 会員
会員は法人会員と個人会員に大別される。2021年12月7日時点の法人会員は62件、個人会員は77名。

## 主な活動
委員会、研究会形式による機械翻訳の調査・研究を行う。
- 会員向けの機関誌の発行（『AAMT Journal』を年2回程度）[4][5]
- セミナー[6]、講習会等の開催
- 国際関連団体との協働 — 社団法人電子情報技術産業協会、社団法人日本翻訳連盟等の国内関連団体および世界機械翻訳連盟等と連携
- 長尾賞[7][8][6]・同賞学生奨励賞[6][9][10]の審査と授与
- 標準規格の策定 — 次世代の共有ユーザー辞書仕様UTX[11][12]など

2021年12月8日にAAMT創立30周年記念の催事がオンライン開催された。